# David Brandt
David James Brandt (Grand Rapids, 25 settembre 1977) è un ex giocatore di football americano e allenatore di football americano statunitense.

## Carriera
Ha giocato a college football all'Università del Michigan (dove è stato compagno di squadra fra gli altri di Tom Brady) come offensive lineman, vincendo il titolo nazionale di college football 1997, il Rose Bowl Game 1997, il Florida Citrus Bowl 1998 e 2000 e la Big Ten Conference 1997, 1998 e 2000. Non fu selezionato al Draft NFL 2001, ma firmò come free agent coi Washington Redskins (con i quali giocò le stagioni 2001 e 2002); passò in seguito ai San Diego Chargers (dove giocò le stagioni 2003 e 2004).
Nel 2010, è stato assistant coach alla Grand Rapids Christian High School.

## Palmarès

### College
- 1 Titolo nazionale di college football (1997 AP, FN, FWAA, NCF, NFF, SN)
- 1 Rose Bowl Game (1997)
- 2 Florida Citrus Bowl (1998 e 2000)
- 3 titoli Big Ten Conference (1997, 1998 e 2000)
- 3 Paul Bunyan Trophy (1997, 1998 e 2003)
- 2 Little Brown Jug (1997 e 1998)

### NFL
- 1 titolo AFC West (2004)

## Famiglia
Sua sorella, Julie Brandt-Glass, è una giocatrice di roller derby.